# Виктор Витенски
Виктор Витенски (на латински: Victor Vitensis, † сл. 490) е късно античен католически църковен историк и епископ на родния му град Вита в римската провинция Бизацена в Северна Африка, тогава владяна от вандалите. Той е обявен за Светия, чества се на 23 август.
Виктор пише около 489/490 г. по поръчка на католическия епископ на Картаген, Евгений, книгата Historia persecutionis Africanae provinciae, история на гоненията на католическото население на Африка по времето арианските вандалски крале Гейзерик и Хунерик.

## Издания и преводи
- Karl Halm (Hrsg.): Auctores antiquissimi 3,1: Victoris Vitensis Historia persecutionis Africanae provinciae sub Geiserico et Hunirico regibus Wandalorum. Berlin 1879, S. 1 – 58 (Monumenta Germaniae Historica, Digitalisat Архив на оригинала от 2014-04-24 в Wayback Machine.)
- Victor of Vita: History of the Vandal Persecution. Translated by John Moorhead (Translated Texts for Historians 10). Liverpool 1992.
- Victor de Vita: Histoire de la persécution vandale en Afrique suivie de La passion des sept martyrs. Registre des provinces et des cités d’Afrique (Collection Budé). Textes établis, traduits et commentés par Serge Lancel. Paris 2002.
- Victor von Vita: Vandalen und der Kirchenkampf in Afrika: Historia persecutionis Africanae. Konrad Vössing. Darmstadt 2011.